# ジョナタン・カレリ
ジョナタン・カレリまたはホナタン・カジェリ（Jonathan Calleri、1993年9月23日 - ）は、アルゼンチン・ブエノスアイレス出身のプロサッカー選手。サンパウロFC所属。ポジションは、フォワード。

## クラブ経歴
CAオール・ボーイズの下部組織で育成され、2013年8月にトップチームデビュー。
2014年月、ボカ・ジュニアーズに移籍
2016年1月、デポルティーボ・マルドナドに移籍し、すぐにサンパウロFCにレンタル移籍。
2016年8月、ウェストハム・ユナイテッドFCにレンタル移籍。

## 代表歴
リオデジャネイロオリンピックにアルゼンチン代表の一員として参加した。

## 人物
元アルゼンチン代表サッカー選手のネストル・ファブリの甥である。

## タイトル

### クラブ
ボカ・ジュニアーズ
- プリメーラ・ディビシオン: 2015
- コパ・アルヘンティーナ: 2014–15

### 個人
- コパ・リベルタドーレス得点王: 2016（9ゴール）